# 크리스티얀 야키치
크리스티얀 야키치(크로아티아어: Kristijan Jakić, 1997년 5월 14일~)는 크로아티아의 축구 선수이다. 포지션은 수비형 미드필더이며, 현재 독일 분데스리가의 FC 아우크스부르크에서 활약하고 있다.